# Кубок мира по лыжным гонкам 2002/2003
Кубок мира по лыжным гонкам 2002/2003 года (англ. 2002–03 FIS Cross-Country World Cup). Сезон начался 26 октября 2002 года, а завершился 23 марта 2003 года.

## Мужчины

### Гонки
| Дата                                                    | Место проведения | Дисциплина                            | Победитель                                                                              | Второе место                                                                              | Третье место                                                                            |
| ------------------------------------------------------- | ---------------- | ------------------------------------- | --------------------------------------------------------------------------------------- | ----------------------------------------------------------------------------------------- | --------------------------------------------------------------------------------------- |
| 26.10.2002                                              | Дюссельдорф      | Спринт свободным стилем               | Петер Ларссон                                                                           | Тобиас Фредрикссон                                                                        | Тур Арне Хетланн                                                                        |
| 27.10.2002                                              | Дюссельдорф      | Командный спринт                      | Старт отменён                                                                           | Старт отменён                                                                             | Старт отменён                                                                           |
| 23.11.2002                                              | Кируна           | 10 км свободным стилем                | Венсан Витто                                                                            | Пьетро Пиллер Коттрер                                                                     | Фульвио Вальбуза                                                                        |
| 24.11.2002                                              | Кируна           | Эстафета 4х10 км                      | Италия · Джорджо Ди Чента · Фульвио Вальбуза · Пьетро Пиллер Коттрер · Кристиан Дзордзи | Норвегия · Кристен Шельдаль · Андерс Эукланн · Тур Арне Хетланн · Томас Альсгорд          | Германия · Андреас Шлюттер · Аксель Тайхман · Тобиас Ангерер · Рене Зоммерфельдт        |
| 30.11.2002                                              | Куусамо          | 10 км классическим стилем             | Василий Рочев                                                                           | Лукаш Бауэр                                                                               | Аксель Тайхман                                                                          |
| 1.12.2002                                               | Куусамо          | Смешанная эстафета                    | Финляндия I · Аннмари Вильянмаа · Ари Палолахти · Пирьё Маннинен · Теэму Каттилакоски   | Финляндия II · Кирси Вялимаа · Куйсма Тайпале · Рийта-Лийса Ропонен · Сами Яухоярви       | Италия · Габрэилла Паруцци · Фульвио Вальбуза · Сабина Вальбуза · Пьетро Пиллер Коттрер |
| 7.12.2002                                               | Давос            | 15 км свободным стилем                | Матиас Фредрикссон                                                                      | Венсан Витто                                                                              | Фульвио Вальбуза                                                                        |
| 8.12.2002                                               | Давос            | Эстафета 4х10 км                      | Норвегия II · Андерс Эукланн · Туре Бьонвикен · Тур Арне Хетланн · Томас Альсгорд       | Италия · Джорджо Ди Чента · Фредди Швайнбахер · Пьетро Пиллер Коттрер · Кристиан Дзордзи  | Норвегия I · Одд-Бьёрн Йельмесет · Фруде Эстиль · Кристен Шельдаль · Эспен Бьервиг      |
| 11.12.2002                                              | Клузоне          | Спринт свободным стилем               | Тур Арне Хетланн                                                                        | Рене Зоммерфельдт                                                                         | Андерс Хёгберг                                                                          |
| 14.12.2002                                              | Конь             | 30 км классическим стилем, масс-старт | Фруде Эстиль                                                                            | Андерс Эукланн                                                                            | Матиас Фредрикссон                                                                      |
| 15.12.2002                                              | Конь             | Спринт классическим стилем            | Тур Арне Хетланн                                                                        | Лаури Пюукёнен                                                                            | Кристен Шельдаль                                                                        |
| 19.12.2002                                              | Линц             | Спринт свободным стилем               | Микаэль Эстберг                                                                         | Тобиас Фредрикссон                                                                        | Кристиан Дзордзи                                                                        |
| 21.12.2002                                              | Рамзау           | 20 км свободным стилем                | Аксель Тайхман                                                                          | Андерс Сёдергрен                                                                          | Тобиас Ангерер                                                                          |
| 4.1.2003                                                | Кавголово        | 10 км свободным стилем                | Рене Зоммерфельдт                                                                       | Матиас Фредрикссон                                                                        | Аксель Тайхман                                                                          |
| 5.1.2003                                                | Кавголово        | Командный спринт                      | Старт перенесён в Азиаго на 14.02.2003                                                  | Старт перенесён в Азиаго на 14.02.2003                                                    | Старт перенесён в Азиаго на 14.02.2003                                                  |
| 11.1.2003                                               | Отепя            | Спринт классическим стилем            | Старт перенесён в Драммен на 11.03.2003                                                 | Старт перенесён в Драммен на 11.03.2003                                                   | Старт перенесён в Драммен на 11.03.2003                                                 |
| 12.1.2003                                               | Отепя            | 30 км классическим стилем, масс-старт | Йорген Бринк                                                                            | Андерс Эукланн                                                                            | Андрус Веэрпалу                                                                         |
| 18.1.2003                                               | Нове-Место       | 15 км свободным стилем                | Лукаш Бауэр                                                                             | Кристиан Хоффман                                                                          | Пер Элофссон                                                                            |
| 19.1.2003                                               | Нове-Место       | Эстафета 4х10 км                      | Норвегия · Андерс Эукланн · Фруде Эстиль · Томас Альсгорд                               | Италия · Джорджо Ди Чента · Фульвио Вальбуза · Кристиан Дзордзи · Фредди Швайнбахер       | Германия · Йенс Фильбрих · Андреас Шлюттер · Тобиас Ангерер · Андреас Штицль            |
| 25.1.2003                                               | Оберхоф          | 15 км классическим стилем, масс-старт | Матиас Фредрикссон                                                                      | Рето Бургермайстер                                                                        | Фруде Эстиль                                                                            |
| 26.1.2003                                               | Оберхоф          | Командный спринт                      | Италия · Джорджо Ди Чента · Кристиан Дзордзи                                            | Германия · Рене Зоммерфельдт · Тобиас Ангерер                                             | Норвегия · Йенс Арне Свартедал · Томас Альсгорд                                         |
| 12.2.2003                                               | Райт-им-Винкль   | Спринт классическим стилем            | Кристиан Дзордзи                                                                        | Йорген Бринк                                                                              | Тобиас Ангерер                                                                          |
| 14.2.2003                                               | Азиаго           | Командный спринт                      | Италия I · Джорджо Ди Чента · Кристиан Дзордзи                                          | Германия II · Рене Зоммерфельдт · Тобиас Ангерер                                          | Италия II · Ренато Пазини · Фредди Швайнбахер                                           |
| 15.2.2003                                               | Азиаго           | 10 км свободным стилем                | Андрус Веэрпалу                                                                         | Фруде Эстиль                                                                              | Фульвио Вальбуза                                                                        |
| С 18 февраля по 1 марта чемпионат мира в Валь-ди-Фьемме |                  |                                       |                                                                                         |                                                                                           |                                                                                         |
| 6.3.2003                                                | Осло             | Спринт классическим стилем            | Ховард Бьеркели                                                                         | Лаури Пюукёнен                                                                            | Тобиас Фредрикссон                                                                      |
| 8.3.2003                                                | Осло             | 50 км классическим стилем             | Андрус Веэрпалу                                                                         | Андерс Эукланн                                                                            | Андрей Нутрихин                                                                         |
| 11.3.2003                                               | Драммен          | Спринт свободным стилем               | Йенс Арне Свартедал                                                                     | Кейо Курттила                                                                             | Тобиас Фредрикссон                                                                      |
| 16.3.2003                                               | Лахти            | 15 км свободным стилем                | Матиас Фредрикссон                                                                      | Лукаш Бауэр                                                                               | Пьетро Пиллер Коттрер                                                                   |
| 20.3.2003                                               | Бурленге         | Спринт свободным стилем               | Тобиас Фредрикссон                                                                      | Петер Ларссон                                                                             | Кристиан Дзордзи                                                                        |
| 22.3.2003                                               | Фалун            | 20 км свободным стилем                | Матиас Фредрикссон                                                                      | Фруде Эстиль                                                                              | Йорген Бринк                                                                            |
| 23.3.2003                                               | Фалун            | Эстафета 4х10 км                      | Швеция · Ларс Карлссон · Матиас Фредрикссон · Андерс Сёдергрен · Йорген Бринк           | Италия I · Джорджо Ди Чента · Фульвио Вальбуза · Пьетро Пиллер Коттрер · Кристиан Дзордзи | Германия · Йенс Фильбрих · Андреас Шлюттер · Рене Зоммерфельдт · Аксель Тайхман         |

### Итоговое положение
Показана первая десятка
| 1.  | Матиас Фредрикссон | 876 |
| 2.  | Рене Зоммерфельдт  | 589 |
| 3.  | Йорген Бринк       | 441 |
| 3.  | Аксель Тайхман     | 441 |
| 5.  | Лукаш Бауэр        | 429 |
| 6.  | Фруде Эстиль       | 414 |
| 7.  | Андрус Веэрпалу    | 370 |
| 8.  | Венсан Витто       | 352 |
| 9.  | Тур Арне Хетланн   | 340 |
| 10. | Андерс Эукланн     | 340 |

| 1. | Тобиас Фредрикссон  | 416 |
| 2. | Тур Арне Хетланн    | 391 |
| 3. | Лаури Пюукёнен      | 280 |
| 4. | Йорген Бринк        | 279 |
| 5. | Кристиан Дзордзи    | 276 |
| 6. | Ховард Бьеркели     | 267 |
| 7. | Петер Ларссон       | 248 |
| 8. | Йенс Арне Свартедал | 215 |
| 9. | Микаэль Эстберг     | 195 |
| 9. | Рене Зоммерфельдт   | 195 |

## Женщины

### Гонки
| Дата                                                    | Место проведения | Дисциплина                            | Победитель                                                                            | Второе место                                                                        | Третье место                                                                            |
| ------------------------------------------------------- | ---------------- | ------------------------------------- | ------------------------------------------------------------------------------------- | ----------------------------------------------------------------------------------- | --------------------------------------------------------------------------------------- |
| 26.10.2002                                              | Дюссельдорф      | Спринт свободным стилем               | Марит Бьёрген                                                                         | Габрэилла Паруцци                                                                   | Анита Моэн                                                                              |
| 27.10.2002                                              | Дюссельдорф      | Командный спринт                      | Старт отменён                                                                         | Старт отменён                                                                       | Старт отменён                                                                           |
| 23.11.2002                                              | Кируна           | 5 км свободным стилем                 | Кристина Шмигун                                                                       | Эви Захенбахер                                                                      | Клаудия Кюнцель                                                                         |
| 24.11.2002                                              | Кируна           | Эстафета 4х5 км                       | Норвегия · Анита Моэн · Бенте Скари · Май Хелен Соркмо · Вибеке Скофтеруд             | Германия · Мануэла Хенкель · Виола Бауэр · Клаудия Кюнцель · Эви Захенбахер         | Италия · Магда Дженуин · Габрэилла Паруцци · Арианна Фоллис · Сабина Вальбуза           |
| 30.11.2002                                              | Куусамо          | 10 км классическим стилем             | Бенте Скари                                                                           | Кристина Шмигун                                                                     | Лилия Васильева                                                                         |
| 1.12.2002                                               | Куусамо          | Смешанная эстафета                    | Финляндия I · Аннмари Вильянмаа · Ари Палолахти · Пирьё Маннинен · Теэму Каттилакоски | Финляндия II · Кирси Вялимаа · Куйсма Тайпале · Рийта-Лийса Ропонен · Сами Яухоярви | Италия · Габрэилла Паруцци · Фульвио Вальбуза · Сабина Вальбуза · Пьетро Пиллер Коттрер |
| 7.12.2002                                               | Давос            | 10 км свободным стилем                | Бенте Скари                                                                           | Кристина Шмигун                                                                     | Габрэилла Паруцци                                                                       |
| 8.12.2002                                               | Давос            | Эстафета 4х5 км                       | Норвегия · Вибеке Скофтеруд · Бенте Скари · Хильде Педерсен · Май Хелен Соркмо        | Россия · Ольга Завьялова · Лилия Васильева · Евгения Медведева · Нина Гаврылюк      | Германия · Мануэла Хенкель · Виола Бауэр · Эви Захенбахер · Клаудия Кюнцель             |
| 11.12.2002                                              | Клузоне          | Спринт свободным стилем               | Марит Бьёрген                                                                         | Клаудия Кюнцель                                                                     | Май Хелен Соркмо                                                                        |
| 14.12.2003                                              | Конь             | 15 км классическим стилем, масс-старт | Бенте Скари                                                                           | Кристина Шмигун                                                                     | Анита Моэн                                                                              |
| 15.12.2002                                              | Конь             | Спринт классическим стилем            | Бенте Скари                                                                           | Марит Бьёрген                                                                       | Хильде Педерсен                                                                         |
| 19.12.2002                                              | Линц             | Спринт свободным стилем               | Пирьё Маннинен                                                                        | Хильде Педерсен                                                                     | Бекки Скотт                                                                             |
| 21.12.2002                                              | Рамзау           | 10 км свободным стилем                | Бенте Скари                                                                           | Марит Бьёрген                                                                       | Кристина Шмигун                                                                         |
| 4.1.2003                                                | Кавголово        | 5 км свободным стилем                 | Кристина Шмигун                                                                       | Сабина Вальбуза                                                                     | Габрэилла Паруцци                                                                       |
| 5.1.2003                                                | Кавголово        | Командный спринт                      | Старт перенесён в Азиаго на 14.02.2003                                                | Старт перенесён в Азиаго на 14.02.2003                                              | Старт перенесён в Азиаго на 14.02.2003                                                  |
| 11.1.2003                                               | Отепя            | Спринт классическим стилем            | Старт перенесён в Драммен на 11.03.2003                                               | Старт перенесён в Драммен на 11.03.2003                                             | Старт перенесён в Драммен на 11.03.2003                                                 |
| 12.1.2003                                               | Отепя            | 15 км классическим стилем, масс-старт | Бенте Скари                                                                           | Кристина Шмигун                                                                     | Кайса Варис                                                                             |
| 18.1.2003                                               | Нове-Место       | 10 км свободным стилем                | Бенте Скари                                                                           | Габрэилла Паруцци                                                                   | Кристина Шмигун                                                                         |
| 19.1.2003                                               | Нове-Место       | Эстафета 4х5 км                       | Германия · Мануэла Хенкель · Виола Бауэр · Эви Захенбахер · Клаудия Кюнцель           | Норвегия · Анита Моэн · Марит Бьёрген · Кристин Стёрмер Стейра · Хильде Педерсен    | Финляндия · Кирси Вялимаа · Айно-Кайса Сааринен · Элина Хиетамяки · Кайса Варис         |
| 25.1.2003                                               | Оберхоф          | 10 км классическим стилем, масс-старт | Бенте Скари                                                                           | Хильде Педерсен                                                                     | Кайса Варис                                                                             |
| 26.1.2003                                               | Оберхоф          | Командный спринт                      | Норвегия I · Анита Моэн · Хильде Педерсен                                             | Германия III · Мануэла Хенкель · Клаудия Кюнцель                                    | Германия II · Штефани Бёлер · Виола Бауэр                                               |
| 12.2.2003                                               | Райт-им-Винкль   | Спринт классическим стилем            | Марит Бьёрген                                                                         | Эви Захенбахер                                                                      | Сабина Вальбуза                                                                         |
| 14.2.2003                                               | Азиаго           | Командный спринт                      | Германия II · Эви Захенбахер · Клаудия Кюнцель                                        | Россия II · Наталья Коростелёва · Алёна Сидько                                      | Италия · Арианна Фоллис · Карин Мородер                                                 |
| 15.2.2003                                               | Азиаго           | 5 км свободным стилем                 | Бенте Скари                                                                           | Бекки Скотт                                                                         | Ольга Завьялова                                                                         |
| С 18 февраля по 1 марта чемпионат мира в Валь-ди-Фьемме |                  |                                       |                                                                                       |                                                                                     |                                                                                         |
| 6.3.2003                                                | Осло             | Спринт классическим стилем            | Бенте Скари                                                                           | Мануэла Хенкель                                                                     | Кирси Вялимаа                                                                           |
| 8.3.2003                                                | Осло             | 30 км классическим стилем             | Бенте Скари                                                                           | Аннмари Вильянмаа                                                                   | Айно-Кайса Сааринен                                                                     |
| 11.3.2003                                               | Драммен          | Спринт свободным стилем               | Бенте Скари                                                                           | Мануэла Хенкель                                                                     | Вирпи Куйтунен                                                                          |
| 16.3.2003                                               | Лахти            | 10 км свободным стилем                | Габрэилла Паруцци                                                                     | Ольга Завьялова                                                                     | Бенте Скари                                                                             |
| 20.3.2003                                               | Бурленге         | Спринт свободным стилем               | Бенте Скари                                                                           | Бекки Скотт                                                                         | Марит Бьёрген                                                                           |
| 22.3.2003                                               | Фалун            | 10 км свободным стилем                | Бенте Скари                                                                           | Эви Захенбахер                                                                      | Ольга Завьялова                                                                         |
| 23.3.2003                                               | Фалун            | Эстафета 4х5 км                       | Германия · Мануэла Хенкель · Виола Бауэр · Клаудия Кюнцель · Эви Захенбахер           | Норвегия · Анита Моэн · Хильде Педерсен · Кристин Стёрмер Стейра · Бенте Скари      | Италия · Сабина Вальбуза · Габрэилла Паруцци · Антонелла Конфортола · Арианна Фоллис    |

### Итоговое положение
Показана первая десятка
| 1.  | Бенте Скари       | 1392 |
| 2.  | Кристина Шмигун   | 834  |
| 3.  | Габрэилла Паруцци | 713  |
| 4.  | Эви Захенбахер    | 667  |
| 5.  | Хильде Педерсен   | 543  |
| 6.  | Марит Бьёрген     | 508  |
| 7.  | Клаудия Кюнцель   | 446  |
| 8.  | Сабина Вальбуза   | 427  |
| 9.  | Бекки Скотт       | 405  |
| 10. | Анита Моэн        | 398  |

| 1.  | Марит Бьёрген    | 485 |
| 2.  | Бенте Скари      | 410 |
| 3.  | Пирьё Маннинен   | 292 |
| 4.  | Мануэла Хенкель  | 276 |
| 5.  | Анита Моэн       | 263 |
| 6.  | Хильде Педерсен  | 248 |
| 7.  | Клаудия Кюнцель  | 230 |
| 8.  | Май Хелен Соркмо | 196 |
| 9.  | Эви Захенбахер   | 190 |
| 10. | Бекки Скотт      | 181 |